# Budistična mumija
Budistične mumije, imenovane tudi bodhisatve iz mesa, sarire s celim telesom ali živi bude (Sokushinbutsu), so telesa budističnih menihov in nun, ki ostanejo netrudljiva, brez kakršnih koli sledi namerne mumifikacije s strani nekoga drugega. Številne mumije so bile skozi zgodovino uničene ali izgubljene. Leta 2015 je madžarski naravoslovni muzej med svojim prvim razstavljanjem zunaj Kitajske razstavil budistično mumijo, skrito v kipu Bude.

## Metode
Samomumifikacija je na Kitajskem pogosta metoda. Med menihi, ki so jo prakticirali, sta Tao Wing (道榮) ali Yuet Kai (月溪). Nekateri so si telesa prekrivali z glino ali soljo. Po poročanju Victorja H. Maira v seriji Discovery Channela Skrivnost tibetanske mumije je bila samomumifikacija tibetanskega meniha, ki je umrl okoli leta 1475 in čigar telo so v devetdesetih letih prejšnjega stoletja našli relativno nerazpadlo, dosežena s prefinjenimi praksami meditacije, skupaj z dolgotrajnim stradanjem in počasnim samozadušitvijo z uporabo posebnega pasu, ki je povezoval vrat s koleni v lotosovem položaju.
Nekateri menihi šingon na Japonskem so prakticirali sokušinbutsu (即身仏), ki je povzročil njihovo smrt, ker so se držali lesne prehrane, ki je vsebovala sol, oreščke, semena, korenine, borovo lubje in čaj uruši. Nato so jih žive pokopali v škatli iz borovega lesa, pri čemer je bila edina odprtina cev za zrak, meditirali so v lotosovem položaju in občasno zvonili z zvončkom, da bi signalizirali, da so živi. Ko je zvon prenehal zvoniti, so škatlo izkopali in z njo ravnali kot z Budo. Japonska je leta 1879 prepovedala odkopavanje, pomoč pri samomoru – vključno z verskim samomorom – pa je zdaj nezakonita.